# Bosnisch kenteken

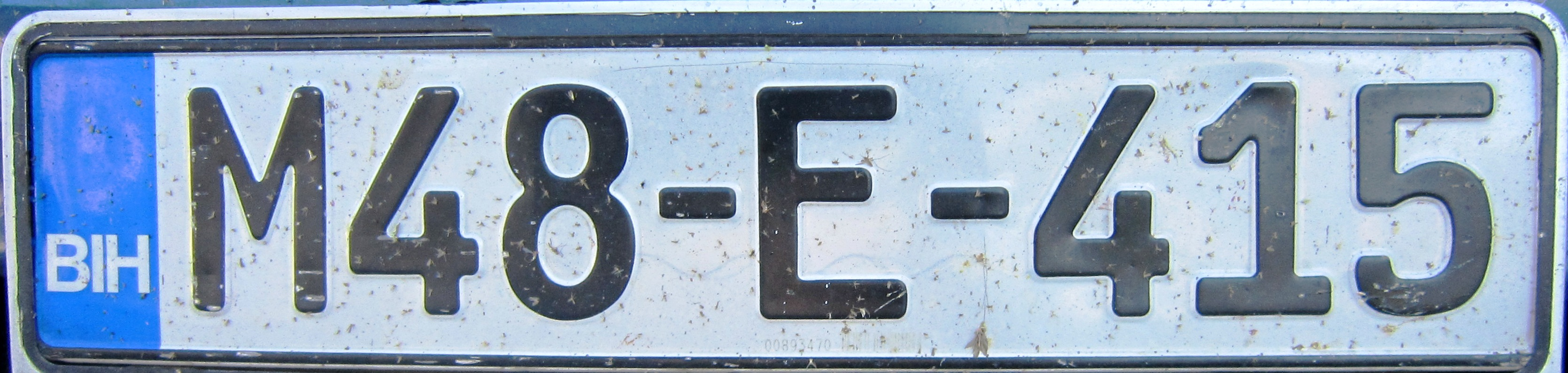
Huidige kentekenplaat

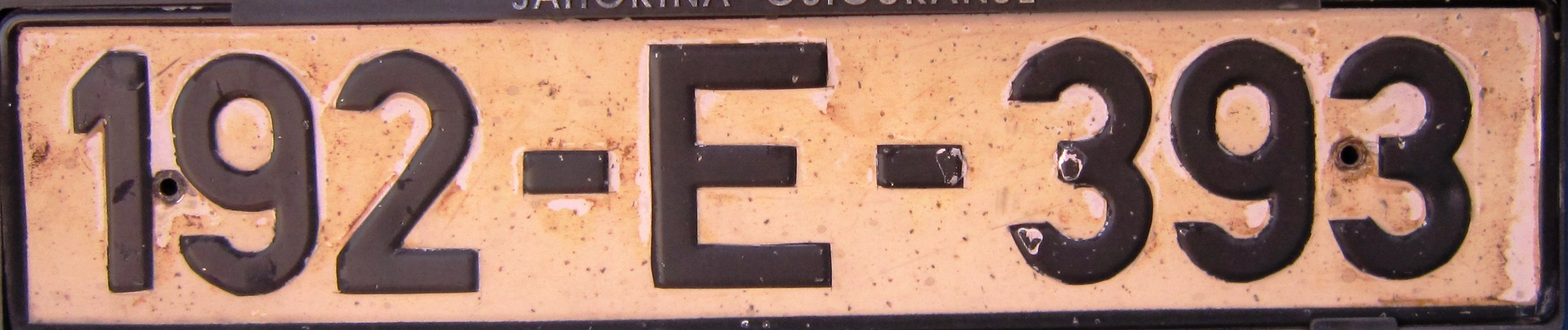
oude kentekenplaat

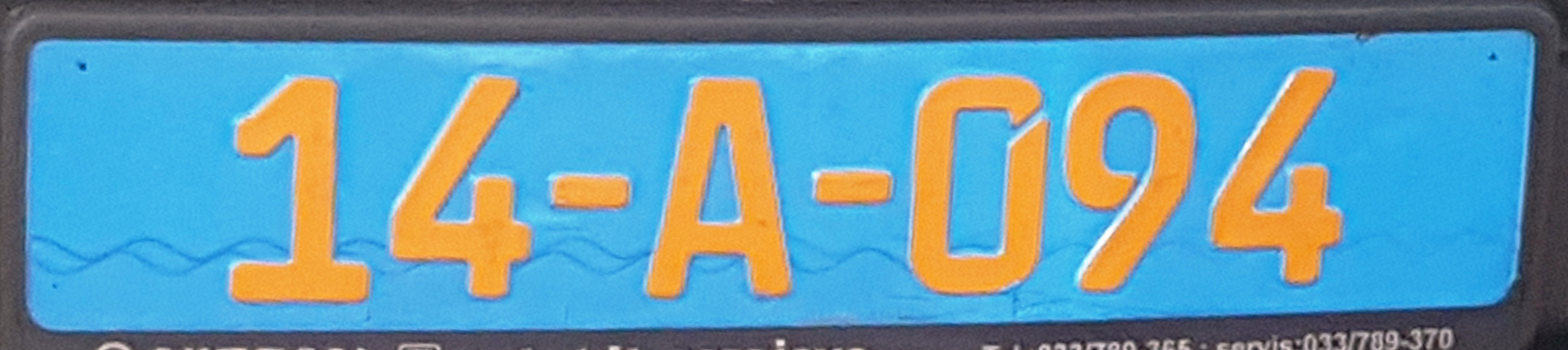
CD kentekenplaat

Het huidige kenteken uit Bosnië en Herzegovina bestaat sinds 1998 uit een witte rechthoekige kentekenplaat, met zwarte cijfers en letters en aan de linkerzijde net zoals de Europese Unie kentekens een blauw vlak, en daarin witte letters BiH. De volgorde op de kentekenplaat is een letter met 2 cijfers, een streepje, een letter, een streepje en 3 cijfers.
Ook zijn er nog kentekenplaten in gebruik zonder blauw vlak en zonder de eerste letter. De gebruikte letters zijn altijd A, E, J, K, M, O of T.